# سرتاج عزيز
سرتاج عزيز (بالأردوية:  سرتاج عزيز)‏؛ (7 فبراير 1929 - 02 يناير 2024) اقتصادي وخبير استراتيجي، شغل سابقًا منصب نائب رئيس لجنة التخطيط في باكستان، وعضو في الحكومة الفيدرالية بصفته وزيرًا للشؤون الخارجية، وعضوًا في مجلس الشيوخ الفيدرالي ومستشارًا للأمن القومي.
ولد في شمال غرب الهند البريطانية، وكان ناشطًا في حركة باكستان. ذهب عزيز لدراسة الاقتصاد في جامعة البنجاب، ثم درس علوم الإدارة في كلية كينيدي. وعمل كموظف مدني من عام 1952 إلى عام 1971 داخل الحكومة الفيدرالية الباكستانية، ثم عمل أيضًا كسكرتير في لجنة التخطيط بين عامي 1967 و1971. وفي عام 1971 انضم إلى منظمة الأغذية والزراعة وعمل مديرًا للسلع الأساسية، ثم انتقل إلى الصندوق الدولي للتنمية الزراعية وعمل مساعدًا لرئيس الصندوق بين ديسمبر 1977 إلى أبريل 1984.
عاد إلى باكستان في عام 1984، وشغل منصب وزير للزراعة والأمن الغذائي حتى عام 1988 في ظل حكومة جونجو المحافظة، وانتخب في مجلس الشيوخ الباكستاني عام 1988 وأعيد انتخابه عام 1993 عن الرابطة الإسلامية الباكستانية (ن)، وعمل في حكومة نواز شريف كوزير للمالية من أغسطس 1990 إلى يونيو 1993 ثم وزير الشؤون الخارجية من أغسطس 1998 حتى انقلاب 1999. يشار إلى أنه العضو الوحيد في الحكومة الذي عارض قرار إجراء تجارب نووية رداً على الهند لـ «أسباب اقتصادية» خلال فترة توليه منصب وزير المالية، وهو مؤيد قوي للتحرر الاقتصادي.
انضم إلى حكومة نواز شريف الثالثة كمستشار مسؤول عن السياسة الخارجية للبلاد، وعمل أيضًا مستشارًا للأمن القومي بين عامي 2013 و2015.